# Kampen (gemeente)
Kampen (uitspraakⓘ Nedersaksisch: Kampen ([kɑmpm̩])) is een gemeente in de Nederlandse provincie Overijssel, genoemd naar de hoofdplaats, de stad Kampen. In Kampen wonen 56.186 inwoners (1 januari 2024), hiermee is het naar inwoners de 76e gemeente van Nederland. De oppervlakte van de gemeente bedraagt zo'n 162 km², waarvan slechts een klein gedeelte water. Gedeeltelijk ligt de gemeente in het Nationaal Landschap IJsseldelta.

## Geografie

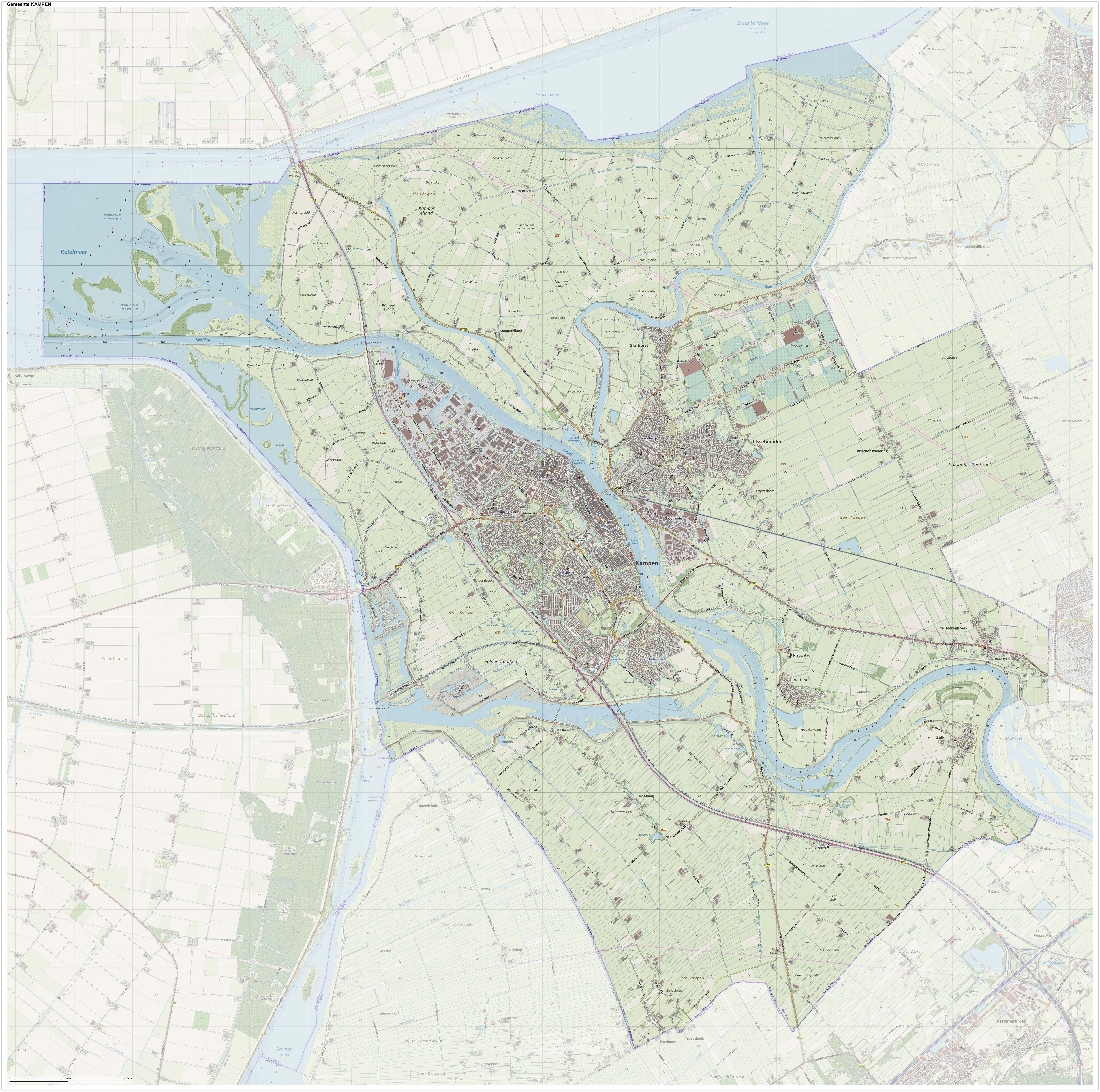
Topografische gemeentekaart van Kampen, september 2023

De gemeente Kampen is de opvolger van de stad Kampen. Op 10 juli 1859 werd het eiland Schokland na de ontruiming bij de gemeente Kampen gevoegd. Op 1 januari 2001 werd de gemeente IJsselmuiden bij Kampen gevoegd. Aangrenzende gemeenten zijn Noordoostpolder in het noorden, Zwartewaterland in het noordoosten, Zwolle in het oosten, Hattem en Oldebroek in het zuidoosten en zuiden en Dronten in het westen.

### Kernen
De gemeente Kampen bestaat uit verschillende plaatsen. Aan de linkeroever van de IJssel ligt de stad Kampen met 38.415 inwoners. Op hetzelfde riviereneiland is vanaf 2021 een nieuw dorp in aanleg met ca. 600 nieuwbouwwoningen, genaamd Reeve, gelegen aan het Reevediep. Aan de overzijde van de rivier ligt IJsselmuiden, de op een na grootste kern van de gemeente met 12.670 inwoners. De stad Grafhorst (1.050 inwoners) ligt aan het Ganzendiep ten noorden van IJsselmuiden. Stroomopwaarts langs de IJssel liggen de plaatsen Wilsum (870 inwoners), 's-Heerenbroek (665 inwoners) en Zalk (800 inwoners). Het Kamperveen is het gebied ten zuiden van de stad tot de provinciegrens met Gelderland en telt 955 inwoners. Ook een gedeelte van de polder Mastenbroek (165 inwoners) behoort tot de gemeente.

### Aangrenzende gemeenten
| Aangrenzende gemeenten | Aangrenzende gemeenten | Aangrenzende gemeenten | Aangrenzende gemeenten | Aangrenzende gemeenten |
| ---------------------- | ---------------------- | ---------------------- | ---------------------- | ---------------------- |
|                        |                        | Noordoostpolder (O)    |                        | Zwartewaterland        |
|                        |                        |                        |                        |                        |
| Dronten (O)            | Zwolle                 |                        |                        |                        |
|                        |                        |                        |                        |                        |
|                        |                        | Oldebroek (Gld)        |                        | Hattem (Gld)           |

## Politiek
Kampen ligt in de Nederlandse Bijbelgordel. Politiek uit zich dat in een relatief hoog percentage stemmen op christelijke partijen zoals de ChristenUnie, de SGP en het CDA. Zie ook de tabel met uitslagen van de gemeenteraadsverkiezingen. Echter geldt dat vooral voor de dorpen in de Gemeente Kampen. In de stad zelf zijn deze partijen veel minder populair. Dat wordt bijvoorbeeld terug gezien in de opengestelde terrassen en supermarkten in de stad op zondagen. In de omliggende dorpen is dat niet het geval.

### Gemeenteraad
De gemeenteraad van Kampen bestaat uit 31 zetels. Hieronder de behaalde zetels per partij bij de gemeenteraadsverkiezingen sinds 1994:
| Partij                 | 1994 | 1998 | 2001 | 2006 | 2010 | 2014 | 2018 | 2022 |
| ---------------------- | ---- | ---- | ---- | ---- | ---- | ---- | ---- | ---- |
| ChristenUnie           | -    | -    | 6    | 6    | 7    | 6    | 6    | 6    |
| SGP                    | 2    | 2    | 4    | 4    | 4    | 5    | 4    | 4    |
| CDA                    | 4    | 5    | 7    | 5    | 5    | 6    | 4    | 4    |
| Gemeente Belang Kampen | -    | -    | 3    | 5    | 4    | 2    | 5    | 4    |
| Kampen Sociaal         | -    | -    | -    | -    | -    | -    | 2    | 3    |
| GroenLinks             | 2    | 2    | 1    | 2    | 3    | 2    | 4    | 3    |
| D66                    | 3    | 1    | -    | -    | 1    | 1    | 1    | 2    |
| Hart voor Kampen       | -    | -    | -    | -    | -    | -    | -    | 2    |
| VVD                    | 2    | 2    | 3    | 1    | 3    | 3    | 3    | 2    |
| PvdA                   | 3    | 3    | 5    | 5    | 3    | 2    | 2    | 1    |
| SP                     | -    | -    | -    | -    | 1    | 4    | -    | -    |
| KIJK op Kampen         | -    | -    | -    | 1    | -    | -    | -    | -    |
| RPF                    | 4    | 3    | -    | -    | -    | -    | -    | -    |
| Kampen Alert           | 2    | 2    | -    | -    | -    | -    | -    | -    |
| GPV                    | 1    | 1    | -    | -    | -    | -    | -    | -    |
| Verontruste Burgers    | -    | 2    | -    | -    | -    | -    | -    | -    |
| Totaal                 | 23   | 23   | 29   | 29   | 31   | 31   | 31   | 31   |

- In december 2014 stapt de SP uit de coalitie (met CU, VVD en CDA) vanwege het aangenomen voorstel om huishoudelijke hulp uit de Wmo te schrappen.[5] SP-wethouder Sybren Gerlofsma nam ontslag als gevolg van de coalitiebreuk.
- Na het vertrek van de SP uit de coalitie, nam de SGP de plaats in. Met Eibert Spaan als nieuwe wethouder.[6][7]
- Op 3 mei 2017 treedt wethouder Martin Ekker (VVD) af als gevolg van een voorgenomen kooptransactie om de Stadskazerne van de woningcorporatie te kopen waar Ekker tegelijkertijd toezichthouder is.[8] Marieke Spijkerman volgt hem op.
- September 2017 maakt de lokale SP bekend uit de landelijke partij te stappen. Dit uit onvrede met de koers van de landelijke partij. De lokale afdeling gaat verder als Kampen Sociaal.[9][10]
- Uit onvrede over de samenstelling van de kandidatenlijst, stappen in december 2021 3 van de 5 raadsleden van Gemeentebelang Kampen uit die partij. Zij richten de nieuwe lokale partij Hart voor Kampen op.[11][12]

### College van burgemeester en wethouders
Sander de Rouwe is sinds 2021 burgemeester van de gemeente Kampen. Hij is de opvolger van Bort Koelewijn, die na 12 jaar burgemeesterschap met pensioen ging. In deze coalitieperiode zijn tot wethouder benoemd: Jan Peter van der Sluis (CU), Bas Wonink (CDA), Bernard van den Belt (SGP), Richard Boddeus (Kampen Sociaal) en Erik Faber (GroenLinks).

### Samenwerkingsverbanden & jumelage
De gemeente Kampen werke tussen 2000 en 2018 op verschillende terreinen samen met Zwolle en de provincie Overijssel in het samenwerkingsverband Zwolle Kampen Netwerkstad. Tegenwoordig is er een samenwerking genaamd SSC-ONS; een samenwerking op het gebied van ICT, personeelszaken (HR) en inkoop. Het is een samenwerking tussen de provincie Overijssel en de gemeenten Kampen, Dalfsen, Zwolle, Zwartewaterland, Westerveld en Ommen.
Daarnaast kent de gemeente een viertal internationale partnersteden. Sinds de jaren 60 onderhoudt Kampen contacten met het Duitse Soest in Noordrijn-Westfalen, eveneens een voormalige hanzestad. In 1992 sloot de toenmalige gemeente Kampen een vriendschapsverdrag met de stad. Meinerzhagen in het Sauerland, eveneens in Duitsland, was de partnerstad van de toenmalige gemeente IJsselmuiden. Vanaf 1961 werkten beide gemeenten met elkaar samen. Na de gemeentelijke herindeling is het partnerschap overgegaan naar de fusiegemeente. Daarnaast werkt de gemeente sinds 1994 officieel samen met Eilat in Israël en sinds 1991 met Pápa in Hongarije.

## Economie

### Visrechten
De gemeente heeft het visrecht van alle wateren tussen het Ganzendiep, de Goot, de IJssel, de Buitenreve vanaf haar monding bij de Dronther sluis tot de kolken van de Enk en vandaar in rechte lijn naar de Nateers. De bewijsgronden zijn op te voeren tot 1284, het jaar waarin de bisschop van Utrecht als landsheer van het Oversticht de giftbrief van zijn voorganger bevestigt. Het visrecht van de gemeente werd meerdere malen bestreden. In 1878 riep de Staat de gemeente voor de rechtbank. De Staat eiste een schadevergoeding van de gemeente voor het onrechtmatig uitgeven van visvergunningen voor de IJssel en haar uitmondingen Ketel, Rechterdiep, Ganzendiep en Goot. Deze wateren waren eigendom van de Staat en daarmee ook het visrecht (artikel 641 BW). De gemeente beriep zich op haar heerlijke visrechten. De rechtbank stelde haar in het gelijk. De Staat had na de Franse overheersing het eigendom van de gemeente van de visrechten van de IJssel en haar uitmondingen erkend (acte van herstel 19 september 1814) en kon daar niet op terugkomen.
Uit oude stukken en uit de visserijverpachtingen van de gemeente in 1809-1811 kon worden afgeleid dat dat heerlijke visrecht op de IJssel gold vanaf de Nateers tot in zee (rechtbank Zwolle 10 september 1879, bevestigd gerechtshof Arnhem 29 december 1880). Tot hoever in zee dat visrecht gold, is onderwerp van discussie. De gemeente is van mening dat het strekt tot 3,5 el diepte bij gemiddeld hoog water, verwijzend naar een sententie van de Grote Raad van Mechelen van 29 april 1559. In de praktijk geeft zij visvergunningen uit voor het Ketelmeer tot aan de gemeentegrens en het Vossemeer tot aan de betonning. De Staat erkent geen visrechten van de gemeente op het Ketelmeer en Vossemeer. In de akten van grensregelingen van 1937 en 1939 tussen de Staat en de eigenaren langs het IJsselmeer liet de gemeente Kampen niet opnemen dat zij nog visrechten had op het aan de Staat overgaande water of dat zij eventuele visrechten wilde afscheiden bij de eigendomsoverdracht van het water (wat volgens de Visserijwet 1931 ook niet kon). Ook de Staat geeft visvergunningen uit voor het Ketelmeer en Vossemeer.

## Sport
In de gemeente Kampen zijn diverse amateur voetbalverenigingen gevestigd. Het gaat om DOS Kampen, Go-Ahead Kampen, VV KHC, VV Kampen, IJVV, SV Zalk, VV Wilsum en VV 's-Heerenbroek.

## Grootgrondbezitter
Met het Kampereiland is de gemeente Kampen de grootgrondbezitter onder de Nederlandse gemeenten. Het Kampereiland is 5.046 hectare groot. Kampen heeft deze grond al sinds 1363 in bezit. In oktober 2007 droeg de gemeente Kampen het eigendom van haar gehele bezit over aan Kampereiland Vastgoed NV. De gemeente is enig aandeelhouder. Het areaal is door stadsuitbreidingen inmiddels afgenomen tot 4.000 ha.

## Monumenten
Kampen kent sinds 1975 een beschermd stadsgezicht. In de gemeente zijn er verder een aantal rijksmonumenten, gemeentelijke monumenten, en oorlogsmonumenten, zie:
- Lijst van rijksmonumenten in Kampen (gemeente)
- Lijst van gemeentelijke monumenten in Kampen (gemeente)
- Lijst van oorlogsmonumenten in Kampen